# Sea Girls
I Sea Girls sono un gruppo musicale britannico indie rock. Formatasi a Londra, la band ha pubblicato due album in studio con Polydor Records.

## Storia del gruppo
I quattro componenti del gruppo si incontrano per la prima volta nel 2015, mentre frequentano la stessa scuola ma militavano in due band differenti. A partire dal 2017, la band inizia ad essere attiva dal punto di vista discografico pubblicando alcuni singoli ed EP in maniera indipendente: gli EP saranno tutti riediti via Polydor Records a partire dal 2019, anno in cui il gruppo firma il suo primo contratto con la major discografica.
Nel 2018 il gruppo ottiene per la prima volta una certa attenzione mediatica in seguito a partecipazioni a festival come The Biggest Weekend (organizzato dalla BBC) e il Reading and Leeds Festival: si esibiranno in quest'ultima kermesse anche durante le due edizioni successive. Nel 2019 ottengono la possibilità di esibirsi durante il festival della BBC Sound of e vengono premiati da Radio X come una delle migliori novità musicali dell'anno. Nel segno di questi riconoscimenti firmano il loro accordo discografico con Polydor.
Tra 2019 e 2020, il gruppo inizia apre alcuni concerti per i Foals ed esegue alcuni spettacoli come headliner in USA. Nel 2019 MTV li inserisce nella shortlist finale per il premio "MTV Push 2020: artists to warch". Nell'agosto 2020 il gruppo pubblica contemporaneamente l'album Open Up Your Heart e la compilation Favourite Colors: in quest'ultima, che viene diffusa nel formato audiocassetta, sono stati inseriti brani scartati dall'album vero e proprio. L'album Open Up Your Heart raggiunge la posizione 3 nella classifica britannica.
Nel 2021, dopo aver pubblicato una cover di Nothing Breaks like a Heart di Mark Ronson e Miley Cyrus, il gruppo ricomincia a pubblicare musica inedita. Nel marzo 2022 pubblicano il loro secondo album in studio Homesick e annunciano il relativo tour. Come il precedente, anche Homesick raggiunge la posizione 3 nella classifica britannica.

## Stile e influenze musicali
Il nome del gruppo è stato scelto per via di un aneddoto riguardante il componente Rory Young, il quale aveva frainteso un verso del brano Water's Edge di Nick Cave: il chitarrista pensava infatti che Cave cantasse "sea girls" invece di "city girls".

## Formazione
- Henry Camamile – Voce, chitarra (2017-presente)
- Rory Young – Chitarra, cori (2017-presente)
- Andrew Dawson – Basso, cori (2017-presente)
- Oli Khan – Batteria, percussioni (2017-presente)

## Discografia

### Album
- 2020 – Open Up Your Head
- 2022 – Homesick

### Raccolte
- 2020 – Favourite Colours

### EP
- 2017 – Call Me Out
- 2018 – Heavenly War
- 2018 – Adored
- 2020 – Under Exit Lights